# Pterolophia aurivillii
Pterolophia aurivillii là một loài bọ cánh cứng trong họ Cerambycidae.